# Cabana (distrito de Lucanas)
Cabana é um distrito do peru, departamento de Ayacucho, localizada na província de Lucanas.

## Transporte
O distrito de Cabana é servido pela seguinte rodovia:
- AY-109, que liga a cidade de Canaria ao distrito de Puquio
- PE-32A, que liga o distrito de Chiara à cidade de Puquio [1][2][3]